# ۱۹۹۱

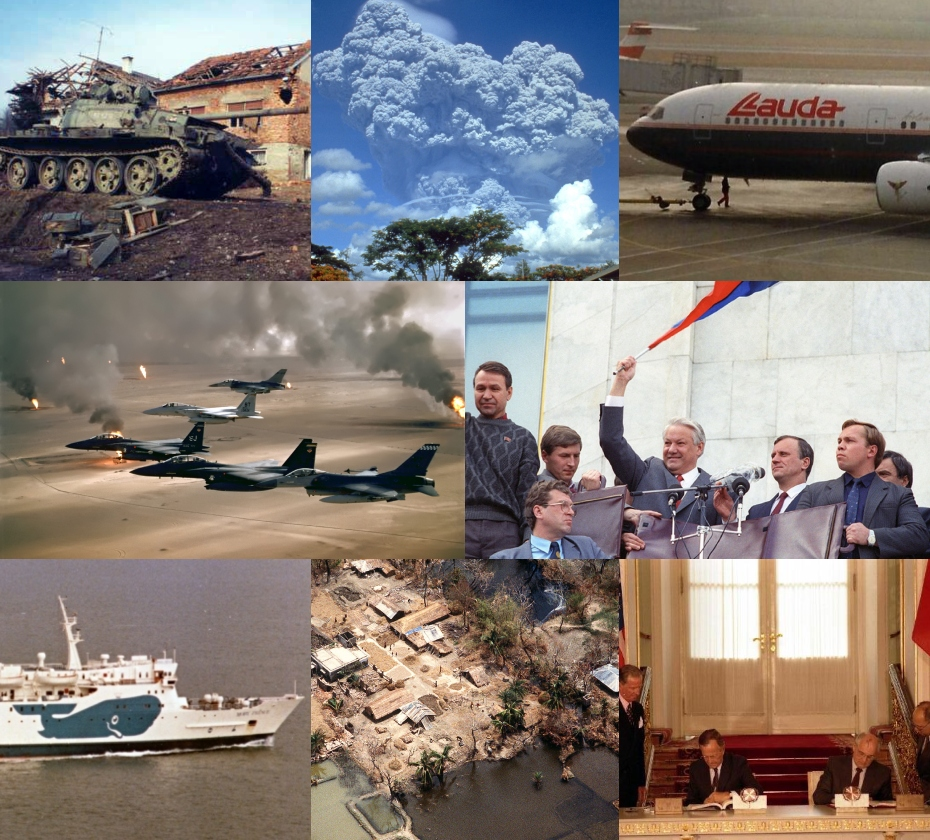

سال ۱۹۹۱ (هزار و نهصد و نود و یک) میلادی، نخستین سال از دهه ۱۹۹۰ در اواخر سده ۲۰ میلادی بود. بر اساس تقویم گریگوری سال مذکور یک سال عادی با ۳۶۵ روز بود.

## نامگذاری‌ها
در تقویم چینی این سال سال گوسفند نام گرفته‌است.

### رویدادها
- انتشار نخستین نسخه لینوکس
- اعلام استقلال اسلوونی از کشور یوگسلاوی.
- انتفاضهٔ شعبانیه
- قهرمانی تیم شیکاگو بولز در رقابت‌های ان‌بی‌ای

### ژانویه
- ۱۲ ژانویه – کنگره آمریکا حمله نظامی برای آزادسازی کویت را تصویب کرد. (برای آگاهی بیش‌تر به جنگ خلیج فارس رجوع شود)
- ۱۷ ژانویه – آغاز عملیات طوفان صحرا در خلیج فارس.

### آوریل
- ۲۹ آوریل – مرگ ۱۳۸ هزار نفر در بنگلادش بر اثر گردباد استوایی.

### مه
- ۲۱ مه – ترور راجیو گاندی نخست‌وزیر سابق هند.

### اوت
- ۱۹ اوت – کودتای اوت؛ کودتای نظامی در شوروی و حبس خانگی میخائیل گورباچف.
- ۲۰ اوت – فروپاشی اتحاد جماهیر شوروی و اعلام استقلال استونی، مولداوی، لاتویا، قرقیزستان، اوکراین و ازبکستان.
- ۳۰ اوت – اعلام استقلال جمهوری آذربایجان از اتحاد جماهیر شوروی.

### سپتامبر
- ۹ سپتامبر – اعلام استقلال تاجیکستان از اتحاد جماهیر شوروی.
- ۲۱ سپتامبر – اعلام استقلال ارمنستان از اتحاد جماهیر شوروی.

### نوامبر
- ۶ نوامبر – پایان رسمی کار کا گ ب سرویس امنیتی شوروی سابق.
- ۱۲ نوامبر – انتشار اولین آلبوم توپاک به نام اینک توپاک الزمان

### دسامبر
- ۸ دسامبر – اعلام استقلال ترکمنستان از اتحاد جماهیر شوروی.
- ۱۶ دسامبر – اعلام استقلال قزاقستان از اتحاد جماهیر شوروی.
- ۲۵ دسامبر – تشکیل رسمی کشور فدراسیون روسیه پس از فروپاشی شوروی.
- ۲۵ دسامبر – اعلام استقلال گرجستان از اتحاد جماهیر شوروی.

## زادروزها

### ژانویه
- ۷ ژانویه – ادن آزار، بازیکن فوتبال بلژیکی
- ۱۲ ژانویه – پیکسی لات، پیانیست و خواننده بریتانیایی
- ۲۵ ژانویه – کریگ رابرتس، بازیگر بریتانیایی

### فوریه
- ۱۰ فوریه – اما رابرتز، بازیگر، خواننده و مدل آمریکایی
- ۱۷ فوریه – بانی رایت، بازیگر انگلیسی
- ۲۸ فوریه – سارا بولگر، بازیگر ایرلندی

### مارس
- ۱۹ مارس – گرت کلیتون، بازیگر آمریکایی

### آوریل
- ۳ آوریل – هیلی کییوکو، خواننده و بازیگر آمریکایی
- ۴ آوریل – جیمی لین اسپیرز، بازیگر و خواننده آمریکایی
- ۱۰ آوریل – آجی میچالکا، خواننده، ترانه‌سرا، گیتاریست، آهنگساز، موسیقی‌دان، بازیگر و خواننده آمریکایی
- ۳۰ آوریل – آندرئا دال کول، دوچرخه‌سوار اهل ایتالیا

### مه
- ۹ مه – کریستی مک، بازیگر و بازیگر پورنوگرافی آمریکایی
- ۲۲ مه – آرگیشتی کارامیان، سیاستمدار اهل ارمنستان

### ژوئن
- ۱۸ ژوئن – ویلا هلند، بازیگر آمریکایی

### ژوئیه
- ۱۶ ژوئیه – اندروس تاونزند، بازیکن فوتبال بریتانیایی
- ۲۳ ژوئیه – بیبی جونز، بازیگر پورن آمریکایی
- ۲۸ ژوئیه – رینا آیزاوا، بازیگر و مدل ژاپنی

### اوت
- ۵ اوت – بروک ماری بریجز، بازیگر آمریکایی
- ۱۲ اوت – جسنتا کمبل، مدل استرالیایی
- ۲۰ اوت – کوری جوزف، بازیکن بسکتبال و ورزشکار کانادایی

### سپتامبر
- ۴ سپتامبر – کارتر جنکینس، بازیگر آمریکایی
- ۵ سپتامبر – اسکندر کینس، بازیگر بریتانیایی
- ۲۰ سپتامبر – اسپنسر لاک، بازیگر آمریکایی
- ۲۲ سپتامبر – چلسی تاوارز، بازیگر آمریکایی
- ۲۳ سپتامبر – ملانی اودین، بازیکن تنیس آمریکایی
- ۲۵ سپتامبر – امی کلارک، بازیگر آمریکایی
- ۲۷ سپتامبر – سیمونا هالپ، بازیکن تنیس و ورزشکار رومانییی

### اکتبر
- ۱۸ اکتبر – تایلر پوزی، بازیگر آمریکایی
- ۲۶ اکتبر – امالا پال، بازیگر هندی

### نوامبر
- ۴ نوامبر – آدریانا چچیک، بازیگر پورنوگرافی و استریمر آمریکایی
- ۱۰ نوامبر – ژنوی بوچنر، بازیگر کانادایی

### دسامبر
- ۲ دسامبر – چارلی پوث، پیانیست، آهنگساز و خواننده آمریکایی
- ۱۴ دسامبر – محمد احمد، سیاست‌مدار سودانی
- ۱۵ دسامبر – آلانا هایم، موسیقی‌دان اهل ایالات متحده آمریکا
- ۱۹ دسامبر – دکلان گالبریث، خواننده بریتانیایی
- ۲۴ دسامبر – لوئیس تاملینسون، خواننده بریتانیایی
- ۲۶ دسامبر – ایدن شر، بازیگر آمریکایی
- ۲۷ دسامبر – کلوئه بریجز، بازیگر آمریکایی
- ۳۱ دسامبر – کامیلا گیروگی، بازیکن تنیس ایتالیایی

## مرگ‌ها

### ژانویه
- ۵ ژانویه – واسکو پوپا، نویسنده و شاعر اهل صربستان (ز. ۱۹۲۲)
- ۱۱ ژانویه – کارل دیوید اندرسون، فیزیک‌دان آمریکایی (ز. ۱۹۰۵)
- ۱۹ ژانویه – جان راسل، افسر و بازیگر آمریکایی (ز. ۱۹۲۱)

### فوریه
- ۱ فوریه – کارول دمپستر، بازیگر آمریکایی (ز. ۱۹۰۱)
- ۱۳ فوریه – آرنو برکر، معمار، سیاستمدار و مجسمه‌ساز آلمانی (ز. ۱۹۰۰)

### مارس
- ۲۷ مارس – آلدو ری، بازیگر آمریکایی (ز. ۱۹۲۶)

### آوریل
- ۱۶ آوریل – دیوید لین، تدوینگر، تهیه‌کننده، و کارگردان بریتانیایی (ز. ۱۹۰۸)

### مه
- ۱۱ مه – مارتا گراهام، هنرمند، طراح رقص، و رقاص آمریکایی (ز. ۱۸۹۴)
- ۱۴ مه – جیانگ چینگ، بازیگر و سیاستمدار چینی (ز. ۱۹۱۴)
- ۲۱ مه - راجیو گاندی نخست‌وزیر سابق هند.

### ژوئن
- ۶ ژوئن – استن گتز، موسیقی‌دان آمریکایی (ز. ۱۹۲۷)
- ۱۹ ژوئن – جین آرتور، بازیگر آمریکایی (ز. ۱۹۰۰)
- ۲۸ ژوئن – هانس نوسلن، بازیکن تنیس آلمانی (ز. ۱۹۱۰)
- ۲۹ ژوئن – آنری لوفور، سیاستمدار و فیلسوف فرانسوی (ز. ۱۹۰۱)

### ژوئیه
- ۲ ژوئیه – لی رمیک، بازیگر آمریکایی (ز. ۱۹۳۵)
- ۱۶ ژوئیه – رابرت مادرول، نقاش آمریکایی (ز. ۱۹۱۵)
- ۲۴ ژوئیه – ایزاک بشویس سینگر، نویسنده آمریکایی (ز. ۱۹۰۲)

### اوت
- ۶ اوت - شاپور بختیار، نخست‌وزیر سابق ایران.
- ۱۳ اوت – جیمز روزولت، افسر، تهیه‌کننده، نویسنده و سیاستمدار آمریکایی (ز. ۱۹۰۷)
- ۱۶ اوت – لوئیجی زامپا، کارگردان ایتالیایی (ز. ۱۹۰۵)

### سپتامبر
- ۲ سپتامبر – آلفونسو گارسیا روبلس، دیپلمات مکزیکی (ز. ۱۹۱۱)
- ۷ سپتامبر – ادوین مک‌میلان، شیمی‌دان و فیزیک‌دان آمریکایی (ز. ۱۹۰۷)
- ۱۳ سپتامبر – جو پاسترناک، تهیه‌کننده مجارستانی (ز. ۱۹۰۱)
- ۱۵ سپتامبر – جان هویت، بازیگر و فیلم‌نامه‌نویس آمریکایی (ز. ۱۹۰۵)
- ۲۴ سپتامبر – سوس گایزل، نویسنده و شاعر آمریکایی (ز. ۱۹۰۴)

### اکتبر
- ۱۷ اکتبر – تنسی ارنی فورد، مجری تلویزیونی و خواننده آمریکایی (ز. ۱۹۱۹)
- ۲۴ اکتبر – جین رادنبری، فیلم‌نامه‌نویس و تهیه‌کننده آمریکایی (ز. ۱۹۲۱)

### نوامبر
- ۶ نوامبر – جین تیرنی، بازیگر آمریکایی (ز. ۱۹۲۰)
- ۱۴ نوامبر – تونی ریچاردسون، فیلم‌نامه‌نویس، تهیه‌کننده و کارگردان بریتانیایی (ز. ۱۹۲۸)
- ۲۱ نوامبر – دانیل مان، بازیگر و کارگردان آمریکایی (ز. ۱۹۱۲)
- ۲۳ نوامبر – کلاوس کینسکی، بازیگر آلمانی (ز. ۱۹۲۶)
- ۲۴ نوامبر - فردی مرکوری، خواننده راک بریتانیایی (ز. ۱۹۴۶)

### دسامبر
- ۱ دسامبر – جرج استیگلر، اقتصاددان آمریکایی (ز. ۱۹۱۱)
- ۶ دسامبر – ریچارد استون، اقتصاددان بریتانیایی (ز. ۱۹۱۳)
- ۹ دسامبر – برنیس ابوت، عکاس آمریکایی (ز. ۱۸۹۸)
- ۱۲ دسامبر – النور بردمن، بازیگر آمریکایی (ز. ۱۸۹۸)
- ۲۷ دسامبر – اروه گیبر، عکاس، ژورنالیست و نویسنده فرانسوی (ز. ۱۹۵۵)